# 울산번개시장
울산번개시장은 대한민국 울산광역시 남구에 위치한 전통시장이다. 해당 재래시장에서는 과일, 채소, 육류, 생선, 빵, 의류, 한국 전통 의약품 등을 위주로 판매하고 있는 150여개의 가게들이 밀집해 있다. 그리고 수많은 작은 식당가들과 함께 길거리 노점 등도 역시 존재한다.

## 역사
1960년대 들어 부곡, 용연, 여천, 매암동 일원의 공단 조성에 따라 인구가 유입되면서 형성시킨 전통시장으로 처음에는 번개시장에서 출발하였고, 한때에는 인근의 큰 태권도 도장 명칭을 따라 한 때에는 "야음체육관시장"으로 잠시 명명되었다. 그러다가 울산 주변의 환경 오염이 심각해질 정도로 공해를 도리어 유발시키는 바람에 주변 주민들이 점차 다른 곳으로 떠나게 되었고, 상권까지 위축시켰지만 아케이드를 새로이 설치하고 상인에 대한 심리 개선, 시장 명칭 변경, 특성화 시장 지정 등 이용자의 배려에 따라 새롭게 도약하고 있다. 또한 2017년 11월에는 공영주차장이 준공되면서 재래시장이 활기를 되찾은 바 있다.

## 같이 보기

### 일반 주제
- 대한민국의 시장 목록

### 울산 지역의 다른 재래시장
- 울산중앙시장
- 태화종합시장
- 수암시장
- 언양시장
- 대송농수산물시장
- 울산농수산물도매시장
- 월봉시장
- 야음시장